# Die Rettungsmission
Die Rettungsmission (Originaltitel: The Terratin Incident) ist die elfte Episode der ersten Staffel der Science-Fiction-Zeichentrickserie Die Enterprise. Sie wurde in englischer Sprache erstmals am 17. November 1973 bei NBC ausgestrahlt. In Deutschland war sie zum ersten Mal unter dem Titel Auch Kleine haben oft groß angefangen am 2. November 1976 in einer stark geschnittenen und inhaltlich veränderten synchronisierten Fassung im ZDF zu sehen. Eine ungekürzte, originalgetreue Synchronfassung erschien erstmals 1994 auf VHS. Die erste Fernsehausstrahlung dieser Fassung erfolgte am 22. September 2016 auf Tele 5.

## Handlung
Im Jahr 2269 bei Sternzeit 5577.3 untersucht die Enterprise eine erloschene Supernova, als sie aus dem benachbarten Cepheus-Sternensystem ein Signal empfängt. Es stellt sich als ein Funksignal heraus, dass in einem Code gesendet wird, der schon seit 200 Jahren nicht mehr verwendet wird. Captain Kirk will der Sache auf den Grund gehen und lässt einen Kurs setzen.
Im Cepheus-System angekommen findet die Enterprise einen Planeten vor, dessen Oberfläche größtenteils aus Kristallen besteht und der von starken Vulkanausbrüchen heimgesucht wird. Plötzlich wird das Schiff von einem Bündel aus unbekannter Strahlung getroffen. Hierdurch werden die Dilithiumkristalle des Warpantriebs zerstört, der dadurch unbrauchbar wird. Ansonsten scheint es keine Schäden zu geben, doch nach einer Weile stellen die Besatzungsmitglieder fest, dass sie zu schrumpfen beginnen. Kirk befiehlt, den Orbit zu verlassen, um der Strahlung des Planeten zu entkommen, doch ohne den Warpantrieb erweist sich eine Flucht als unmöglich.
Schiffsarzt McCoy stellt fest, dass sich durch die Strahlung in den Körpern der Besatzungsmitglieder der Abstand zwischen den Molekülen verringert und der erste Offizier Spock berechnet, dass nur noch 32 Minuten bleiben, bis alle auf eine Größe von einem Zentimeter schrumpfen und damit zu klein sein werden, um die Instrumente des Schiffs zu bedienen. Die ungewohnte Situation führt zu einigen Unfällen: Steuermann Sulu stürzt von der Steuerkonsole und bricht sich dabei ein Bein. Als er auf die Krankenstation gebracht wird, will Schwester Chapel ein Behandlungsgerät holen. Dabei stürzt sie in ein Aquarium, kann aber gerettet werden.
Kirk will die Ursache der unbekannten Strahlung feststellen und lässt sich dazu auf den Planeten beamen. Inzwischen sind mehrere Männer nötig, um den Transporter zu bedienen. Auf der Oberfläche stellt Kirk fest, dass er wieder seine normale Größe hat, denn der Transporter hat die Moleküle seines Körpers wieder im richtigen Abstand zusammengesetzt. Kirk entdeckt eine winzige Stadt, doch bevor er sie genauer untersuchen kann, wird er automatisch zurück aufs Schiff gebeamt. Dort berichtet ihm Chefingenieur Scott, dass die Brückencrew verschwunden ist. Kirk vermutet, dass die Bewohner der Stadt dafür verantwortlich sind. Er funkt sie an und droht damit, die Stadt zu beschießen, wenn seine Leute nicht freigelassen würden. Nun meldet sich der Bürgermeister der Stadt. Er entschuldigt sich für den entstandenen Schaden und erklärt, dass sich die Stadt in einer Notsituation befände. Da ihre Kommunikationsantenne zerstört wurde, blieb ihnen nur der ungewöhnliche Weg, ihr Verteidigungssystem zur Kontaktaufnahme zu benutzen. Bei den Bewohnern handelt es sich um die Nachfahren von irdischen Kolonisten, die sich hier angesiedelt hatten und aufgrund der natürlichen Strahlung des Planeten geschrumpft waren und infolgedessen als verschollen galten. Jetzt droht der Stadt durch Vulkanausbrüche die Zerstörung.
Kirk bittet die Stadtbewohner um Dilithiumkristalle für den Warpantrieb, die diese ihm bereitwillig besorgen. Mithilfe des Transporters kann nun die gesamte Besatzung der Enterprise wieder auf ihre normale Größe gebracht werden. Die winzige Stadt lässt Kirk als Ganzes an Bord beamen, um sie auf einen ungefährlichen Planeten umzusiedeln.

## Besonderheiten

### Verbindungen zu anderen Star-Trek-Produktionen
Das Schrumpfen von Personen auf eine winzige Größe ist auch ein zentrales Handlungselement in Folge 6.14 (Das winzige Raumschiff) der Serie Star Trek: Deep Space Nine aus dem Jahr 1998.

### Besonderheiten der deutschen Synchronfassung
Der Name des Planeten Terratin ist eine Verballhornung von „Terra 10“ (englisch: „Terra Ten“). In der deutschen Synchronfassung wurde der Planet deshalb „Terrazin“ (als Verballhornung von „Terra Zehn“) genannt.

## Produktion

### Drehbuch
Drehbuchautor Paul Schneider hatte bereits die Drehbücher für die Folgen Spock unter Verdacht und Tödliche Spiele auf Gothos der Vorgängerserie Raumschiff Enterprise geschrieben.
Mit Die Rettungsmission setzte Schneider eine Idee für eine Folge um, die Star-Trek-Schöpfer Gene Roddenberry in einem Einzeiler formuliert hatte.

### Sprecher und Figuren
Die Nebenfigur Lieutenant Kyle tritt in dieser Folge zwar auf, hat aber keinen Text.
Drei Besatzungsmitglieder der Enterprise sind den Illustratoren Herb Hazelton, Robert Kline und George Jensen nachempfunden. Diese Figuren haben keinen Text.
Für einen der Bewohner von Terratin wurde das Animationsmodell von Carter Winston aus der Folge Der Überlebende wiederverwendet.

## Adaptionen
Alan Dean Foster schrieb eine Textfassung von Die Rettungsmission, die auf Englisch erstmals 1975 in der Geschichtensammlung Star Trek Log 4 erschien. Die deutsche Übersetzung erschien 1993.

## Rezeption
Zack Handlen führte Die Rettungsmission 2020 auf der Website avclub.com als eine der Folgen auf, die das Potential des Mediums Zeichentrick ausnutzen, um Geschichten zu erzählen, die während ihrer Entstehungszeit mit den Mitteln einer Realfilmserie nicht glaubwürdig hätten umgesetzt werden können.